# ريم الخالد
ريم الخالد (1967-)  دبلوماسية كويتية وسفيرة دولة الكويت لدى ألمانيا. عملت سابقًا سفيرةً للكويت لدى عدة دول.

## حياتها
تحمل درجة البكالوريوس من جامعة الكويت في العلوم السياسية والحكومية، ودرجة الماجستير من كلية الدراسات الشرقية والإفريقية، جامعة لندن في الدراسات الدولية والدبلوماسية ، وقد بدأت العمل لدى وزارة الخارجية الكويتية عام 1988 ، وكانت ضمن البعثة الأممية حول النزاع الكويتي العراقي ، بالاضافة الي البعثة الكويتية في النمسا والولايات المتحدة.

## عملها الدبلوماسي
عملت سفيرة مفوضة للكويت لدى تشيلي، وغير مقيمة في ذات الحين لدى الإكوادور وبيرو. لاحقًا عادت للعمل مستشارة في وزارة الخارجية الكويتية حيث شغلت منصب مساعد وزير الخارجية لشؤون الأمريكيتين.
في عام 2019، بدأت العمل سفيرةً للكويت لدى كندا، وفي عام 2024 انتقلت للعمل سفيرةً لدى ألمانيا.

## جوائز مستلمة
- وسام الاستحقاق من الدرجة الأولى لخدمتها العلاقات الثنائية بين دولة الكويت وجمهورية  تشيلي - 2015.[6]